# Neastacilla levis
Neastacilla levis là một loài chân đều trong họ Arcturidae. Loài này được Thomson & Anderton miêu tả khoa học năm 1921.